# DRG ET 85 sorozat
A DRG ET 85 sorozat vagy más néven az ES 85 sorozat és EB 85 sorozat, később DB 485 sorozat és DB 885 sorozat, egy német villamosmotorvonat-sorozat volt. 1927 és 1932 között gyártotta a Fuchs és a BBC. Összesen 39 db készült el belőle. 1977-ben selejtezték a sorozatot.